# Apple Desktop Bus

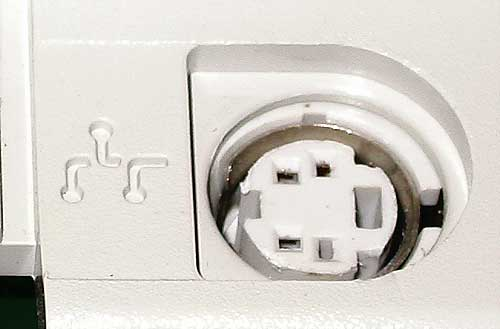
ADB-Buchse

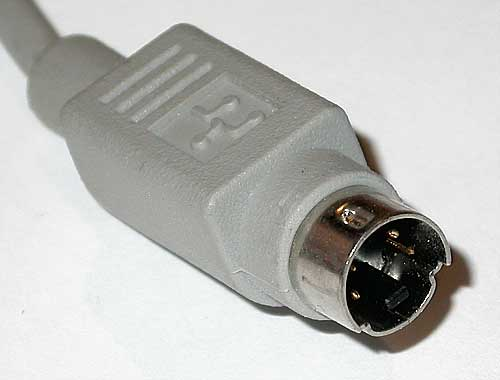
ADB-Stecker

Der Apple Desktop Bus (ADB) ist ein von Apple definierter Schnittstellen-Standard für den Anschluss von externen Geräten an einen Computer, der von 1986 bis 1999 verwendet wurde. ADB gilt als einer der Vorläufer des Universal Serial Bus (USB).

## Beschreibung
Es handelt sich um einen seriellen Bus mit geringer Übertragungsrate (10 kbit/s) zum Anschluss von Eingabegeräten, wie z. B. Tastaturen, Mäusen, Joysticks, Softwaredongles und Grafiktabletts. Maximal konnten an diesem Bus 16 Geräte adressiert werden, sie werden über einen 4-poligen Mini-DIN-Stecker angeschlossen.
Von den vier Leitungen des Busses werden zwei für eine 5‑V-Stromversorgung verwendet, eine Leitung dient der Kommunikation und die vierte zum Einschalten des Computers.
Die Geräte und der Computer kommunizieren über eine einzelne bidirektionale Leitung. Generell wird die Kommunikation vom Computer ausgelöst, indem dieser eines der Geräte adressiert und diesem Daten sendet oder Daten von ihm abfragt. Jedes Gerät kann vier logische Register haben, auf die auf diese Weise zugegriffen werden kann. Will ein Gerät Daten senden, so kann es am Ende der Übertragung eines jeden Kommandos auf dem Bus einen Service Request auslösen, woraufhin der Computer alle Geräte nacheinander abfragt, bis der Service Request nicht mehr auftritt.
Geräte am ADB werden durch die Schnittstelle mit Strom versorgt, zumindest sofern sie relativ geringe Leistungen brauchen. Insgesamt stehen für alle Geräte an einem ADB bis 500 mA zur Verfügung, es gibt aber keine Verwaltung des Stromverbrauches, so dass es zu nicht funktionierenden Konfigurationen kommen kann, wenn zu viele oder zu stromhungrige Geräte angeschlossen werden.
Die Geräte am ADB werden in 7 Klassen eingeteilt: Tastaturen, Mäuse, Dongles, Absolute Devices (d. h. Geräte, die absolute Koordinaten übermitteln, wie z. B. Grafiktabletts), Data Transfer (Datenübertragung), Verschiedenes, und eine reservierte Klasse. Durch die Adresse, an der sich das Gerät anmeldet, wird die Klasse festgelegt. Jedes Gerät kann zudem eine 8-Bit-Kennung enthalten, die von Apple an die Hersteller vergeben wurde. Einige der Geräteklassen haben fest vorgeschriebene Datenformate, in denen die Geräte kommunizieren. Damit war es möglich, in vielen Fällen Geräte ohne spezielle Treiber zu verwenden. Diese Grundidee ist heute mit den Geräteklassen am Universal Serial Bus weitergeführt worden.

## Historisches
Der erste Rechner mit ADB war kein Macintosh, sondern der Apple IIgs von 1986. Ab den Macintosh SE und II wurden dann auch alle Mac-Modelle mit dem ADB ausgerüstet, bis dieser ab 1997, zuerst im iMac, schrittweise durch den Universal Serial Bus (USB) abgelöst wurde. Der blauweiße Power Mac G3, eingeführt 1999, verfügte sowohl über ADB als auch USB, der erste Power Mac G4 hatte den ADB noch im Chipsatz vorgesehen und auch auf der Hauptplatine noch einen Anschluss, dieser wurde jedoch nicht mehr nach außen geführt.
Für Softwareentwickler hatte die Option, den ADB zu benutzen, noch einige Zeit eine gewisse Bedeutung, da bei älteren Versionen von Mac OS nur mit einer ADB-Tastatur der Low-Level-Debugger bedient werden konnte.
Der ADB wurde auch bei den Workstations der Firma NeXT verwendet.

## Ähnliche Anschlüsse
- Die Kabel und Stecker des ADB sind die gleichen wie beim S-Video-Standard,  ADB-Signale haben jedoch nichts mit S-Video-Signalen gemeinsam; weder Funktion noch Signalart, Pegel oder Übertragungsrichtung. S-Video-Geräte dürfen deshalb nicht mit ADB-Geräten verbunden werden.

- Hewlett-Packard Interface Loop (HP-IL)